# 2020
| 2020                                                         |
| ------------------------------------------------------------ |
| Dødsfald - Fødsler                                           |
| • Begivenheder • Film • Litteratur • Musik • Politik • Sport |

| Gregoriansk kalender | 2020 MMXX               |
| Ab urbe condita      | 2773                    |
| Armensk kalender     | 1469 ԹՎ ՌՆԿԹ            |
| Kinesiske kalender   | 4716 – 4717 己亥 – 庚子 |
| Etiopisk kalender    | 2012 – 2013             |
| Jødisk kalender      | 5780 – 5781             |
| Hindukalendere       |                         |
| - Vikram Samvat      | 2075 – 2076             |
| - Shaka Samvat       | 1942 – 1943             |
| - Kali Yuga          | 5121 – 5122             |
| Iransk kalender      | 1398 – 1399             |
| Islamisk kalender    | 1442 – 1443             |

2020 (MMXX) var det 505. skudår siden Kristi Fødsel. Året begyndte på en onsdag. Påsken faldt dette år den 12. april
Regerende dronning i Danmark: Margrethe 2. 1972-2024
Se også 2020 (tal)

## Begivenheder

### Januar
1. Januar: Danmarks befolkning på 5.822.763
- Udbrud af COVID-19 med udgangspunkt i Kina breder sig til hele verden.
  - Samfundet i store dele af verden, herunder Danmark, blev helt eller delvist lukket på grund af COVID-19.
  - 30. januar - Verdenssundhedsorganisationen WHO erklærer et udbrud af epedimi med næsten 8.000 tilfælde af en ny coronavirus en trussel mod folkesundheden af international betydning
- 24. januar - Jordskælvet i Elazığ, Tyrkiet

### Februar
- 29. februar - Bodilprisen uddeles for 73. gang på Folketeatret i København.

### Marts
- 11. marts - den amerikanske filmproducer Harvey Weinstein idømmes 23 år for voldtægt
- 11. marts - WHO erklærer spredningen af COVID-19 for en pandemi[1]
- 18. marts - Årets udgave af Eurovision Song Contest bliver, for første gang i konkurrences levetid, aflyst på grund af COVID-19-pandemien.

### April
- 4. april - På verdensplan 1 million Corona-smittede registrerede
- 29. april - Verdens længste lyn bliver registreret i det sydlige USA. Det er på 768 km.[2]

### Juni
- 6. juni - Joe Biden vinder de demokratiske primære valg, og kommer til at stå imod USAs siddende præsident, Donald Trump
- 20. juni - på den nordlige halvkugle bliver den højeste temperatur nogen registreret; 38 grader i Verkhoyansk, Sibirien
- 27. juni - Præsidentvalg i Island
- 28. juni og 12. juli - Præsidentsvalg i Polen

### August
- skaderne på havnen i Beirut var enorme, efter eksplosionen4. August - Eksplosion i Beirut, større ulykke.
- 4. August - Den tidligere konge Juan Carlos forlader Spanien efter korruptions anklager.
- 7. August - Israel og USA hævder at have dræbt ledende Al Qeada-medlem Abu Muhammed al-Masri og hans datter.
- 13. august - Abraham-aftalerne - Fælles erklæring mellem Israel, De Forenede Arabiske Emirater og USA underskrives.
- 19. August - Mali's præsident Keita fratræder på nationalt TV som præsident efter militæroprør.

### September
- 3. September - Parlamentsvalg på Jamaica.
- 12. September - Dialogmøde starter mellem Afghanistans regering og Taliban bevægelsen.
- 17. September - Mand bliver dræbt i Gundsømagle ude foran sit hjem. De 3 gerningsmænd bliver efterfølgende fundet og dømt.
- 29. september - Dødstallet for COVID-19-pandemien runder en million personer på verdensplan[3]
- 19. september - Parlamentsvalg i New Zealand

### Oktober
- 2. oktober - Haderup Omfartsvej (primærrute 34) åbner for trafik.
- 29. oktober - Mundbinds-forordningen træder i kraft i Danmark.

### November
- 3. november – præsidentvalg i USA
- 7. november - det Demokratiske partis præsidentkandidat i USA, Joe Biden, erklæres vinderen af præsidentvalget i USA, og besejrer hans modstander, siddende præsident Donald Trump.
- 8. november - Donald Trump, efter han tabte et retfærdigt præsidentvalg, insisterer på at der var vælgerbedrageri, og at Joe Biden har snydt sin vej til præsidentposten. Dette er der dog intet bevis på.
- 10. november - 2. Nagorno-Karabakh-krig afsluttes med fredsaftale.
- 15. november - Regional Comprehensive Economic Partnership underskrives.
- 20. november - COVID-19 er muteret i danske mink og statsminister Mette Frederiksen ser ikke andre muligheder end at aflive alle danske mink[4]
- 27. november - En iransk atomforsker myrdes nær Tehran. Iran fordømmer angrebet.
- 28. november - Koshebe massakren; Boko Haram myrder 43 landarbejdere i Nigeria

### December
- 6. december - Parlamentsvalg i Venezuela.
- 6. december - Det spanske politiske parti Unión Progreso y Democracia nedlægges.
- 7. december - Egyptiske præsident el-Sisi og franske Macron mødes i Paris. Frankrig rejser bekymring om menneskerettigheder i Egypten og erklærer Fransk våbenslag til Egypten stopper.
- 11. december - én af Donald Trumps retssager i staten af Arizona, som han tabte til Joe Biden, er stoppet, da dommeren (som var udnævnt af Trump), ikke fandt noget bevis på vælgerbedrageri.
- 15. december - Over 333 skolebørn kidnappes i det nordlige Nigeria, Boko Haram tager ansvaret.
- 16. december - Udvidelsen af Fynske Motorvej (E20) fra 4 til 6 spor mellem Odense V og Gribsvad åbner for trafik.
- 21. december - På grund af Corona virus lukker svenske myndigheder grænsen mod Danmark, med effektivering fra kl 24 samme nat.
- 25. december - Nashville-bomben eksploderede i USA, gerningsmand omkom og tre såredes.
- 29. december - Inger Støjbjerg trækker sig som næstformand i Venstre

### Natur
- FN-beregninger forudser at Aralsøen vil være udtørret.[5]

## Sport
- Sommer-OL 2020, de 32. olympiske lege. Værtsby - Tokyo, Japan. Legene blev ikke afholdt, men udskudt til 2021 grundet coronavirus.
- Europamesterskabet i fodbold 2020. 12 europæiske byer i 12 forskellige lande, herunder Danmark, skulle være værter, men slutrunden blev udskudt pga. udbruddet af coronavirus.
- Brøndby I.F. Vinder det danske mesterskab
- 20. september - som den næstyngste i historien vinder Tadej Pogačar cykelløbet Tour de France.

## Film
- Film der foregår i 2020
  - Mission to Mars (2000) – amerikansk science fiction-film instrueret af Brian De Palma.
  - Dragejægerne (2002) – engelsk science fiction-film.
  - Roujin Z (1991) – japansk anime-film af Katsuhiro Ōtomo.

## Nobelprisen
- Fysiologi eller medicin: Harvey J. Alter, Michael Houghton og Charles M. Rice for "deres opdagelse af hepatitis C-virusset".[6]
- Fysik: Roger Penrose samt Reinhard Genzel og Andrea Ghez for "opdagelse af en formation af et sort hul er en robust forudsigelse af den generelle relativitetsteori".[7]
- Kemi: Emmanuelle Charpentier og Jennifer A. Doudna for "udvikling af en metode til at redigere i genomer".[8]
- Litteratur: Louise Glück for "for sin umiskendelige poetiske stemme, som med stram skønhed gør den individuelle eksistens universel."[9]
- Fredsprisen: World Food Programme "for dens kamp for at bekæmpe sult, for bidrag til at forbedre forholdene for fred i konfliktfyldte områder og for at virke som drivkraft for at bruge sult som våben i krige og konflikter".[10]
- Økonomiprisen: Paul R. Milgrom og Robert B. Wilson for "forbedringer af auktionsteori og udvikling af nye auktionsformater".[11]

## Billeder
- Voyager
- Voyager 2